# 세지로 (수원시)
세지로(Seji-ro)는 경기도 수원시 권선구 세류동에서 팔달구 우만동 우뭇골삼거리를 잇는 도로이다.

## 주요 경유지
경기도
- 수원시 권선구 (세류동 . 권선동) - 팔달구 (인계동 . 지동 . 우만동)

## 노선
| 이름            | 접속 노선                  | 소재지 | 소재지 | 소재지 | 비고 |
| --------------- | -------------------------- | ------ | ------ | ------ | ---- |
| (이름없음)      | 덕영대로                   | 수원시 | 권선구 | 세류동 |      |
| 신곡사거리      | 세권로                     | 수원시 | 권선구 | 권선동 |      |
| 산제당사거리    | 수원시도 제40호선 (권선로) | 수원시 | 권선구 | 권선동 |      |
| 솔밭사거리      | 효원로                     | 수원시 | 팔달구 | 인계동 |      |
| (이름없음)      | 수원시도 제36호선 (인계로) | 수원시 | 팔달구 | 인계동 |      |
| 지동사거리      | 국도 제42호선 (중부대로)   | 수원시 | 팔달구 | 지동   |      |
| 못골중앙 사거리 | 팔달문로                   | 수원시 | 팔달구 | 지동   |      |
| 못골사거리      | 국도 제1호선 (경수대로)    | 수원시 | 팔달구 | 우만동 |      |
| 우뭇골삼거리    | 월드컵로                   | 수원시 | 팔달구 | 우만동 |      |

## 주요 건물 및 시설
- 티스테이션 수원터미널점 (세지로 2/세류동 1125)
- CU 세류2동점 (세지로 12/세류동 1112)
- 파리바게트 수원세류점 (세지로 61/세류동 881-8)
- CU 세류해피점 (세지로 97/세류동 846-1)
- 세븐일레븐 인계세지로점 (세지로 172-1/인계동 1003-1)
- 현대자동차 블루핸즈 인계중부점 (세지로 176/인계동 986-17)
- 파리바게뜨 인계파밀리에점 (세지로 211/인계동 865-10)
- 하모니마트 인계점 (세지로 214/인계동 872)
- 수원공업고등학교 (세지로 254/인계동 249-1)
- 세븐일레븐 수원푸른점 (세지로 272/인계동 746-2)
- 새마을금고 팔달새마을금고 본점 (세지로 322/지동 134-5)
- 농협 수원농협 본점 (세지로 393/우만동 490-7)
- 세븐일레븐 수원우만점 (세지로 401/우만동 491-11)
- 우만1동 행정복지센터 (세지로 406/우만동 506)